# عبدالله دیاکیته
عبدالله دیاکیته (انگلیسی: Abdoulaye Diakité؛ زادهٔ ۱۳ ژانویهٔ ۱۹۷۷) بازیکن فوتبال اهل مالی بود.
از باشگاه‌هایی که در آن بازی کرده است می‌توان به باشگاه ورزشی جولیبا اشاره کرد.
وی همچنین در تیم ملی فوتبال مالی بازی کرده است.